# Otto Hauser
Otto Hauser, né le 12 avril 1874 à Wädenswil (canton de Zurich) et mort le 14 juin 1932 à Berlin, est un archéologue, préhistorien et marchand d'art suisse. Il est le découvreur de sites paléolithiques renommés en Dordogne, où il a mené des fouilles de 1906 à 1914. Il a publié plusieurs ouvrages de vulgarisation scientifique sur la Préhistoire

## Biographie

### Jeunesse en Suisse
Otto Hauser s'intéresse à l'archéologie dès sa jeunesse. De 1892 à 1894 il suit des études de lettres classiques, d'histoire et d'archéologie à l'université de Bâle ; il les poursuit à Zurich de 1894 à 1900, à la faculté de philosophie de l'Université et à l'École polytechnique fédérale. En 1897-1898, il effectue des fouilles sur le site romain de Vindonissa, où il met au jour les restes d'un amphithéâtre, mais découvre aussi une louche à vin en argent qu'il vend à Zurich en décembre 1898. En 1904, il ouvre un magasin d'antiquités à Munich.

### Fouilles en Dordogne
Au début de l'année 1906, il mène avec Louis Capitan, qu'il connaît depuis 1895, des fouilles sur le site de La Micoque aux Eyzies-de-Tayac-Sireuil (Département Dordogne) ; il en publie les résultats, tout en montrant un sens aigu pour la commercialisation des objets paléolithiques. À partir de 1906, Hauser possède une maison près du site de la Laugerie-Haute et fouille régulièrement aux Eyzies, en organisant des équipes ; il loue 20 sites dans la zone autour des Eyzies, et indique lui-même avoir fouillé ou fait fouiller 34 sites au total. Les plus connus sont :
- Chez Pataud (fouille en 1898) ;
- Laugerie-Basse (fouilles en 1898-1899 et 1907) ;
- la Micoque (fouille en 1906) ;
- le Moustier, le Ruth, Longueroche, Fongal, Combe Capelle (fouilles à partir de 1907) ;

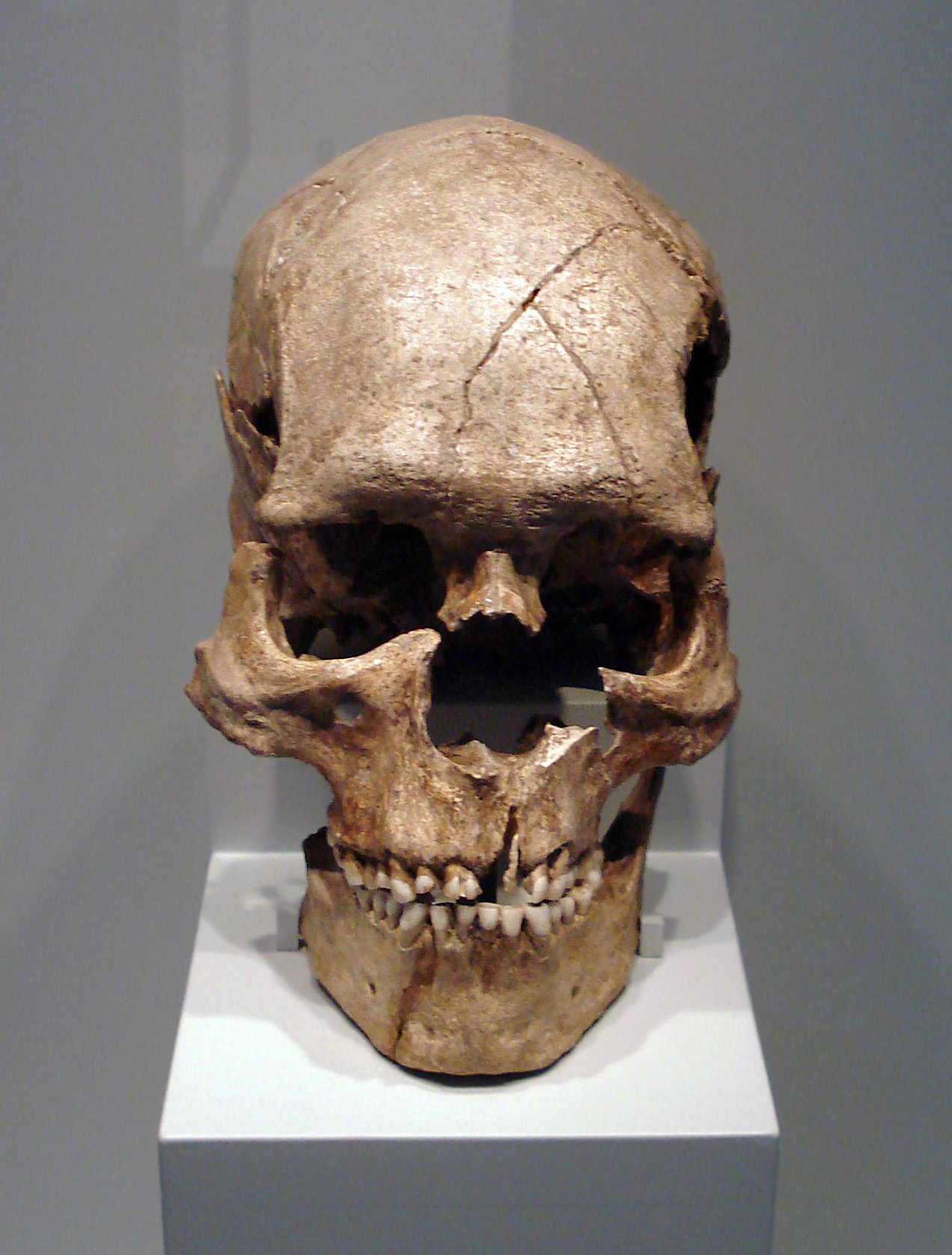
Crâne de l'Homme de Combe-Capelle

- la Souquette, Badegoule (fouille en 1910) ;
- Laugerie-Haute, Thenon, La Rochette[4], La Balutie, La Faurelie (fouilles de 1910 à 1912)

En 1906, il vend un grand nombre de bifaces (appelés coins Micoque) trouvés dans les fouilles de La Micoque, à des collectionneurs ainsi qu'à des musées, notamment à la Société d'histoire naturelle de Nuremberg.
Il est le premier à fouiller à partir de 1908 l'abri du Moustier, où l'un des fouilleurs découvre le squelette d'un jeune Néandertalien ; il lui donne le nom de Homo mousteriensis Hauseri. Parmi les découvertes les plus importantes de Hauser, figure en 1909 le squelette de l'homme de Combe Capelle dans la vallée de la Couze, qu'il nomme Homo aurignacensis Hauseri.
Pour financer la suite de ses recherches, Hauser vend les deux squelettes au Musée de Préhistoire et de Protohistoire de Berlin ; après un séjour en Union soviétique de 1945 à 1958, ils réintègrent les collections du musée ; le crâne de l'homme de Combe-Capelle, qui n'a été formellement identifié qu'en 2001, est exposé au musée, transféré en 2009 au Neues Museum ; quant au squelette du Moustier, désigné par le Moustier 1, seul le crâne existe encore, le reste ayant été détruit à la fin de la Seconde Guerre mondiale.
En 1910 le journal français Le Matin publie un article dénonçant les procédés de Hauser, notamment les ventes d'objets préhistoriques en Allemagne, présentées comme guidées par le seul profit. Les méthodes de fouille de Hauser sont critiquées par certains préhistoriens comme Denis Peyrony ou Henri Breuil. En 1913, l'entrée en vigueur de la loi sur la protection des antiquités, qui interdit la vente et l'exportation des découvertes archéologiques faites en France, place Hauser dans de graves difficultés financières.

### La fin de sa vie en Allemagne
Lorsque éclate la Première Guerre mondiale, Otto Hauser, soupçonné d'espionnage, doit quitter le 2 août 1914 Les Eyzies-de-Tayac-Sireuil ; sa maison et ses salles de stockage sont fouillées, et 1 153 lettres saisies ; cette confiscation de l'ensemble du matériel de fouille de Hauser est confirmée en 1921 par le gouvernement français.
En 1916 Hauser obtient son doctorat à l'université d'Erlangen, avec sa thèse sur le Micoquien : Über eine neue Chronologie des mittleren Paläolithikums im Vézèretal ; il est parmi les premiers à créer le terme « micoquien » pour désigner les outils lithiques de la Micoque (en 1908 l'adjectif est utilisé par Denis Peyrony : « pointes micoquiennes » ; et par Hugo Obermaier : « Reduzierter lanzenspitzförmiger Faustkeil vom Typus von La Micoque or Micoquekeil » [« biface réduit de forme élancée du type de la Micoque ou biface micoquien »]). Henri Breuil reprend ce terme en le limitant à une autre couche stratigraphique de ce site, qui date du début de la glaciation de Würm (vers 125 000 ans avant le présent).
Hauser n’effectuera plus de fouilles archéologiques ; il gagne sa vie avec des conférences, notamment à Berlin, et la publication de livres de vulgarisation scientifique. De 1925 à 1929, il vit à Weimar, puis à Berlin jusqu'à sa mort en 1932. Ses ouvrages, particulièrement Der Mensch vor 100.000 Jahren, jouissent à l'époque d'un grand succès auprès du grand public.

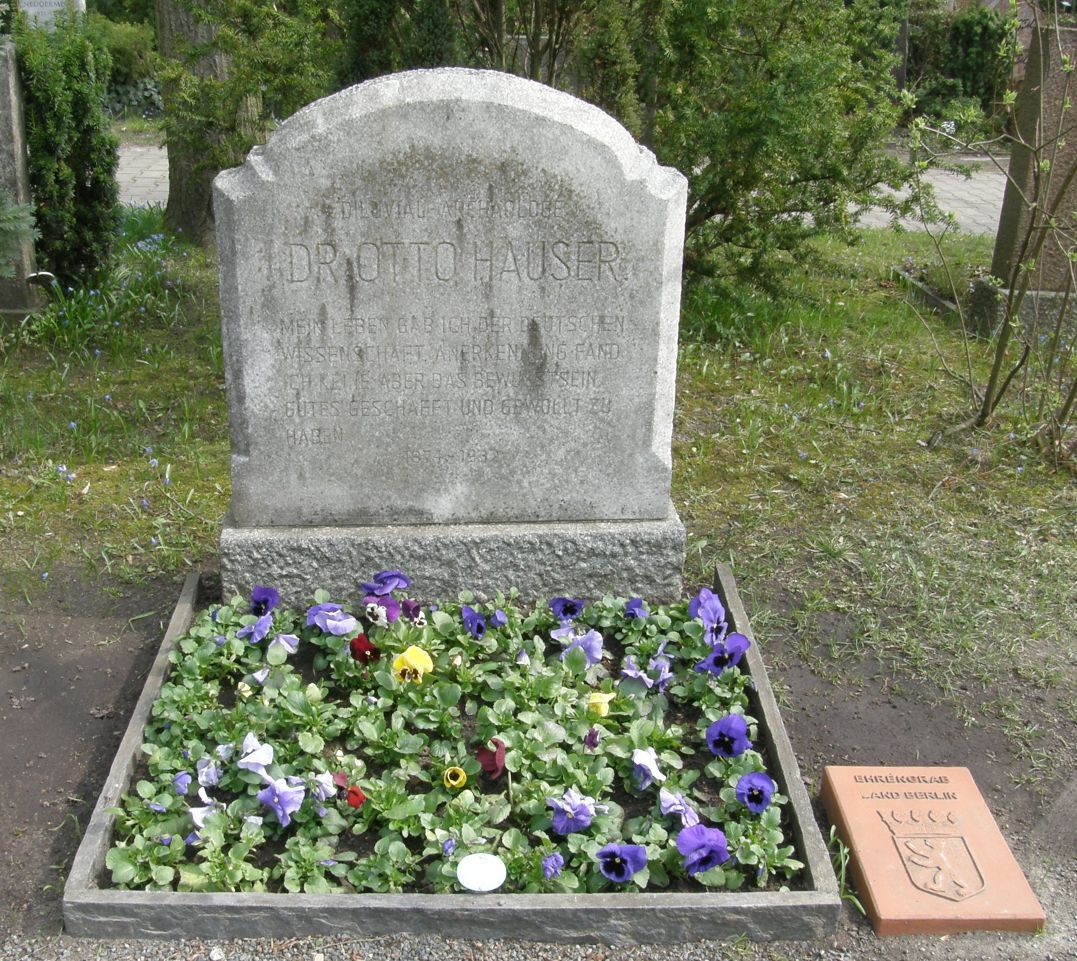
Tombe d'Otto Hauser au cimetière de Wilmersdorf

Otto Hauser est inhumé à Berlin au cimetière de Wilmersdorf.

## Ouvrages d'Otto Hauser
- [1897] (de) Ein römisches Militärhospiz, Stäfa, éd. E. Gull, 1897
- [1898] (de) Das Amphitheater Vindonissa : aktenmässige Darstellung, Stäfa, E. Gull, 1898, 15 p.
- [1898] (de) Der Kampf um Vindonissa, Stäfa, E. Gull, 1898, 15 p.
- [1904] (de) Vindonissa : das Standquartier römischer Legionen, nach seinen Ausgrabungen in Wort und Bild dargestellt, Zurich, Polygraphisches Institut, 1904, 29 p.
- [1907] (de) Die neuesten Ausgrabungen auf La Micoque (Dordogne) und ihre Resultate für die Kenntnis der pälolithischen Kultur, Schaffhausen, Stünzi & Co, 1907, 26 p.
- [Klaatsch & Hauser 1909] Hermann Klaatsch et Otto Hauser, « Homo mousteriensis Hauseri: ein altdiluvialer Skelettfund im Departement Dordogne, und seine zugehorigkeit zum Neandertaltypus », Anthropologie, vol. 7,‎ 1909, p. 287-297.
- [Klaatsch & Hauser 1910] Hermann Klaatsch et Otto Hauser, « Homo aurienacensis Hauseri, ein palæolithischen Skelettfund aus dem unteren Aurignacien der Station Combe-Capelle bei Montferrand (Périgord) », Praehistorische Zcitschrift, vol. 1,‎ 1910, p. 273–338.
- [1911] Le Périgord préhistorique. Guide pour les excursions dans les vallées de la Vézère et de la Dordogne et pour l'étude de leurs stations préhistoriques, Le Bugue, éd. G. Réjou, 1911, 20 p.
- [1916] (de) Über eine neue Chronologie des mittleren Paläolithikums im Vézèretal: Speziell mit bezug auf meine Ausgrabungen auf la Micoque (thèse de doctorat), Erlangen, Friedrich-Alexanders-Universität, 1916, 56 p.
- [1916] (de) La Micoque. Die Kultur einer neuen Diluvialrasse, Leipzig, Veit & Comp, 1916, 57 p.
- [1917] (de) Der Mensch vor 100000 Jahren, Leipzig, Brockhaus, 1917, 154 p.. Édition en suédois : Människan för 100,000 år sedan, Stockholm, 1918.
- [1920] (de) Urmensch und Wilder : Eine Parallele aus Urwelttagen und Gegenwart, Berlin, Ullstein, 1920, 183 p.. Édition en suédois : Urmänniskor och vildar, 1919 ; édition en yiddish : Urmensh un ṿilder a paralel tsṿishn der farhisṭorisher tsayṭ un der itsṭiger, 1923.
- [1921] (de) Leben und Treiben zur Urzeit, das unsere Jugend kennen sollte, Berlin, Bong, 1921, 285 p.
- [1922] (de) Der Aufstieg der ältesten Kultur, Berlin, Buchhandlung Freiheit, 1922, 22 p.
- [1922] (de) Die Urentwicklung der Menschheit, Berlin, Buchhandlung Freiheit, 1922, 24 p.
- [1922] (de) Dort, wo der Menschheit Wiege stand ; eine Erzählung, Berlin, Buchhandlung Freiheit, 1922, 157 p.
- [1922] (de) Gebräuche der Urzeit, Berlin, Buchhandlung Freiheit, 1922, 24 p.
- [1922] (de) Urwelttiere, Berlin, Buchhandlung Freiheit, 1922, 22 p.
- [1923] (de) Was ist Urgeschichte ? Eine Vorlesung im Zyklus "Einführung in die Urgeschichte" in d. Urania in Berlin am 29. Nov. 1922, Iéna, Thüringer Verlagsanstalt, 1923, 16 p.
- [1924] (de) Urzeit und Völkerkunde, Iéna, Thüringer Verlagsanstalt, 1924, 22 p.
- [1925] (de) Ins Paradies des Urmenschen. Drei Jahrzehnte Urweltforschung, Iéna, Thüringer Verlagsanstalt, 1925, 287 p.
- [1925] (de) Die große zentraleuropäische Urrasse : La Micoque – Ehringsdorf – Byči skála – Předmost – Kišla Nedžimova, Langensalza, éd. J. Beltz, 1925, 207 p.
- [1925] (de) Urgeschichte auf Grundlage praktischer Ausgrabungen und Forschungen, Iéna, Thüringer Verlagsanstalt, 1925, 279 p.
- [1926] (de) Vom Urmenschen und seiner Welt zum Menschen der Gegenwart. Eine Einführung in das Verständnis der Kultur der Ur- und Vorgeschichte, Leipzig, Wachsmuth, 1926, 70 p.
- [1927] (de) Der Erde Eiszeit und Sintflut. Ihre Menschen, Tiere und Pflanzen, Berlin, Stilke, 1927, 360 p.
- [1929] (de) Neue Dokumente zur Menschheitsgeschichte, Weimar, Verlag für Urgeschichte und Menschforschung, 1928, 332 p.
- (de) Urwelt, Berlin, Büchergilde Gutenberg, 1929, 190 p.

## Lieux de conservation des fouilles de Hauser
- Berlin, Museum für Vor- und Frühgeschichte[15]

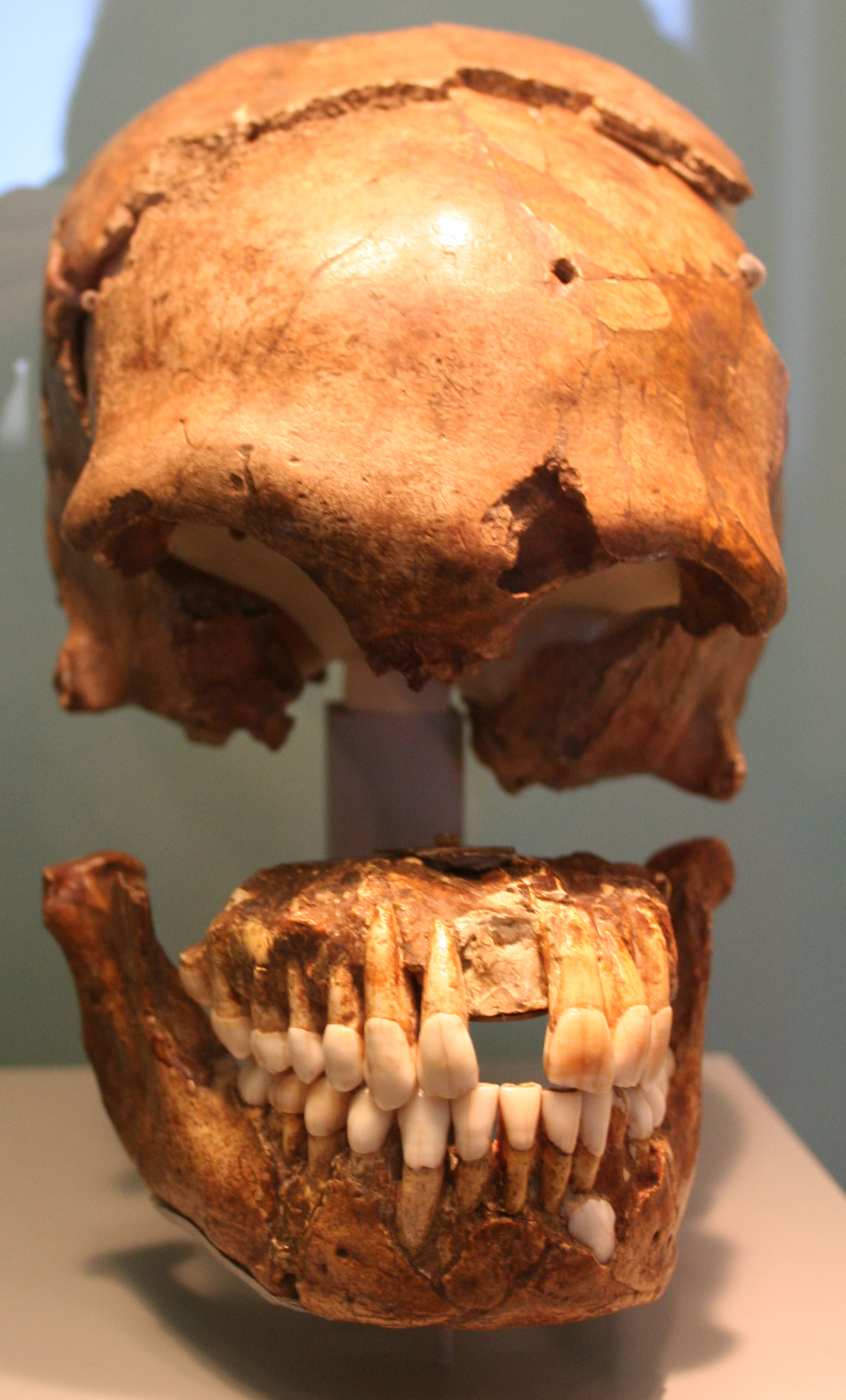
Le Moustier 1. Crâne vu de face
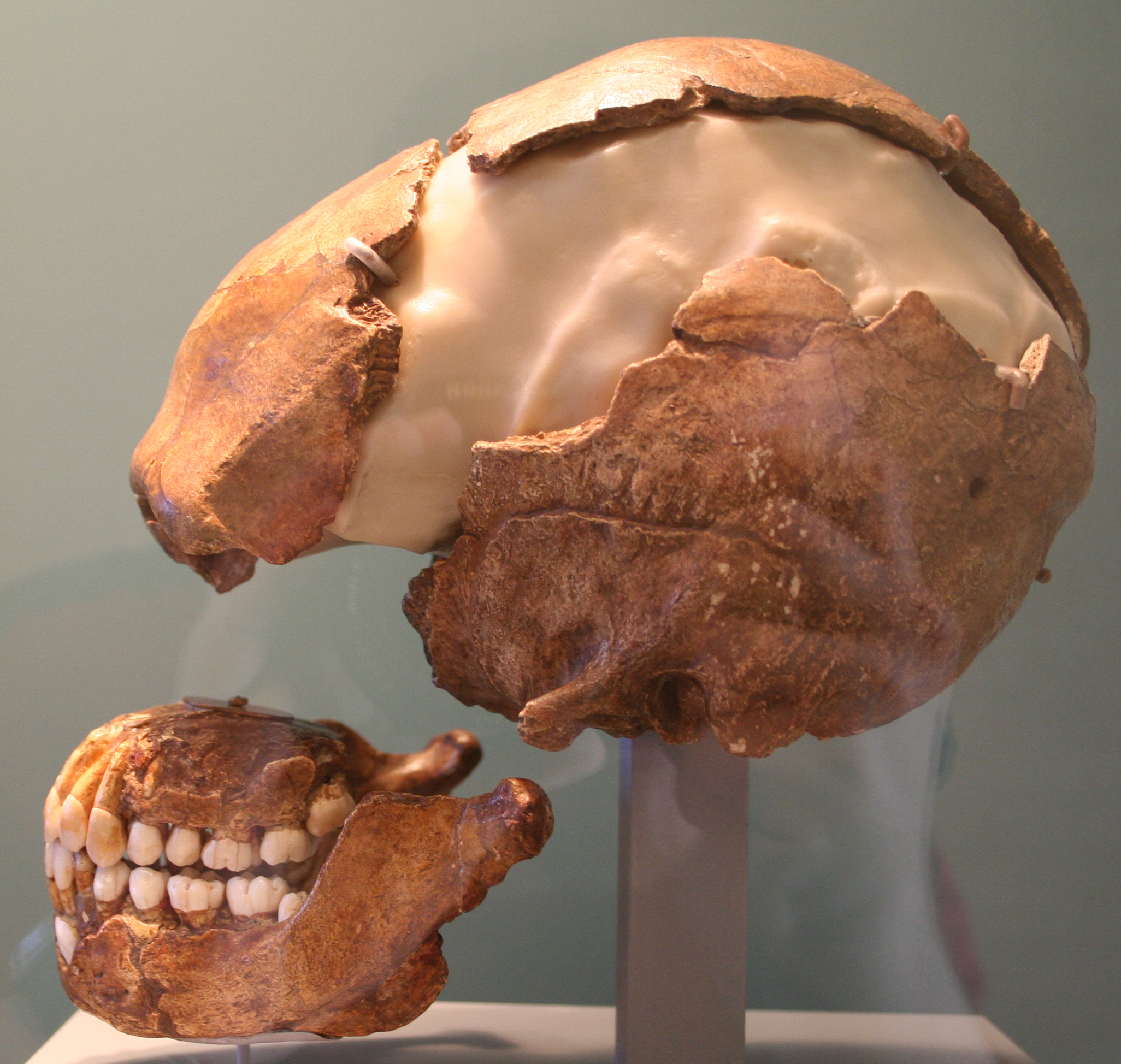
Le Moustier 1. Crâne vu de profil

- Bonn (fouilles publiées par Karl Josef Narr)
- Brême, Hauser-Dokumente (Fonds Karl Brandt)
- Erlangen, université[5], Ur- und Frühgeschichtliche Sammlung[16],[17]
- Hildesheim
- Mannheim, Reiss-Engelhorn-Museen, collection Gabriel von Max
- Iéna, université, Ur- und Frühgeschichtliche Sammlung
- Londres, British Museum, Londres
- Nuremberg, Naturhistorische Gesellschaft, collection Adalbert Neischl[6]
- Zeitz, collection Rudolf Drößler[18]